# Moreaua kochiana
Moreaua kochiana är en svampart som först beskrevs av Ernst Gäumann, och fick sitt nu gällande namn av Vánky 2000. Moreaua kochiana ingår i släktet Moreaua och familjen Anthracoideaceae.   Inga underarter finns listade i Catalogue of Life.